# Abdullah ibn Suleiman al-Hamdan
Abdullah Suleiman (vollständiger Name: Abdullah ibn Suleiman al-Hamdan; * um 1885 in Unaizah; † im 20. Jahrhundert) war ein saudischer Unternehmer, Berater von König Abd al-Aziz ibn Saud und Finanzminister.

## Leben
Abdullah Suleiman gehörte dem Stamm der Al-Qassim an und stammte aus einer Familie von Kaufleuten und Landwirten aus der Stadt Unaizah im Wādī ar Rumah (auch Paris des Najd genannt). Die Stadt wird seit 1818 durch die Al-Sulaim Familie regiert. Sie kam an die Macht, als Yahya bin Sulaim im Jahr 1822 den ottomanischen Gouverneur Abdullah al-Jamei tötete. Die Al-Sulaim-Dynastie regiert seither die Stadt auf der Basis eines schriftlichen Vertrages mit der saudischen Königsfamilie. Einige der berühmtesten Familien in Saudi-Arabien stammen aus Unaizah, darunter auch die Familie von Ahmed Abdullah Al-Juffali.
Abdullah Suleiman ging als junger Mann nach Bombay und lernte dort den internationalen Getreidehandel kennen. Danach wechselte er nach Bahrain und gründete ein eigenes, allerdings nicht sehr erfolgreiches Unternehmen. Auf der Suche nach einer stabileren Einkommensbasis wurde er Assistent seines ältesten Bruders Mohammed, der am Hofe von König Abd al-Aziz ibn Saud, dem Reichsgründer von Saudi-Arabien, Finanzminister („Wasir al-Maliah“) war. Dort zeigte er ein großes Talent für Verwaltungsaufgaben und die sonstigen finanziellen Angelegenheiten der Staatskasse. Als der Bruder 1932 starb, berief ihn der König zu seinem Nachfolger.

## Politische Karriere
Abdullah Suleiman wurde von Zeitgenossen als klar denkender, intelligenter, enthusiastischer Mann beschrieben.  König Abd al-Aziz vertraute ihm uneingeschränkt. Obwohl er den Titel eines Finanzministers trug, stieg er, mit Ausnahme der Bereiche der Außen- und Verteidigungspolitik, zum Berater des Königs auf. In den Anfängen des neuen Staates und in der Depression der 1930er Jahre befand sich die Staatskasse des jungen Landes in einer Metallkiste unter seinem Bett. Dort wurden die Einnahmen so lange aufbewahrt, bis der König über ihre Ausgaben entschied. Gab der König 100 Rial aus, glich Abdullah Suleiman den Betrag aus. Wenn das Geld knapp wurde, machte er sich rar.
1926 eroberte Abd al-Aziz ibn Saud den Hejaz mit den heiligen Städten Mekka und Medina. Abdullah Suleiman, der sich, obwohl der König weiter in Riad residierte, von nun an in Dschedda niederließ, zeigte jetzt sein großes Organisationstalent. Er war in der Lage, sofort auch mutige Entscheidungen zu treffen. Es gelang ihm, die wesentlich umfangreichere Finanzverwaltung des Hejaz geräuschlos mit der des Nedj zu vereinen.
Abdullah Suleiman unterzeichnete  nach dreieinhalb Monaten harter Verhandlungen, in denen die Saudis angesichts der Weltwirtschaftskrise auf der Zahlung in Gold und nicht in US-Dollar bestanden, am 29. Mai 1933 im neuen Khuzam Palast in Dschedda gemeinsam mit Lloyd N. Hamilton, dem Anwalt und Pachtexperten der Standard Oil Company of California, das historische Konzessionsabkommen. Mit diesem Abkommen beginnt das Zeitalter des Erdöls in Saudi-Arabien.
Am 14. Februar 1945 begleitet Abdullah Suleiman gemeinsam mit William Alfred Eddy König Abd al-Aziz zu seinem Treffen mit US-Präsident Franklin D. Roosevelt auf dem Kreuzer Quincy im Suezkanal auf dem Großen Bittersee.
Mit Beharrlichkeit und langem und klugem Manövrieren brachte Abdullah Suleiman fast die gesamte Staatsverwaltung unter seine Kontrolle. Als nach dem Zweiten Weltkrieg die Einnahmen aus dem Erdöl zu fließen begannen, führte er behutsam neue Verwaltungsstrukturen ein. Er delegierte einen Teil seiner umfassenden Verantwortung, ohne allerdings je das Heft aus der Hand zu geben und legte damit die Fundamente für die Ministerialverwaltung, durch die das Land heute noch regiert wird. Er wurde zu einem der reichsten Männer Saudi-Arabiens, besaß Hotels, Schifffahrtslinien, Kühlhäuser, Tankstellen und Ländereien. Seine Söhne wurden früh in die Verwaltung seines Imperiums eingebunden.
1951 brach er mit der Arabian-American Oil Company (ARAMCO) einen nicht unberechtigten, aber letztlich erfolglosen Streit über deren Personalpolitik und über die Arbeitsbedingungen der saudischen Beschäftigten vom Zaun. Er verlangte von dem alternden und kranken König, alle US-amerikanischen Spezialisten und das Management zu entlassen, was dieser aber verweigerte. Im Herbst 1953 bereiste Abdullah Suleiman das Ruhrgebiet, besuchte die Krupp-Stahlwerke und traf in Essen in der Villa Hügel mit Alfried Krupp von Bohlen und Halbach zusammen. Als König Abd al-Aziz am 9. November 1953 in Taif starb, verlor Abdullah Suleiman seinen Mentor und Förderer.
Im Januar 1954 unterschrieben der neue König Saud ibn Abd al-Aziz (König von 1953 bis 1964) und Aristoteles Onassis ein Abkommen, dass es dem griechischen Tankermillionär – im Widerspruch zur Konzession der ARAMCO – erlaubte, mit eigenen Tankern unter saudischer Flagge einen festgelegten Anteil des saudischen Öls zu transportieren. Treibende Kräfte hinter der Vereinbarung waren die Brüder Mohammed und Ali Alireza und Abdullah Suleiman. Sie wollten den US-amerikanischen Einfluss im saudischen Ölgeschäft reduzieren, hatten aber auch hier durchaus ihren eigenen Vorteil im Auge. Bei der Formulierung des Vertragstextes wurde  Abdullah Suleiman durch Hjalmar Schacht beraten, der unter Adolf Hitler Wirtschaftsminister und Reichsbankpräsident war und jetzt Entwicklungsländer beriet. König Saud ibn Abd al-Aziz nahm das Abkommen und die Beteiligung des Finanzministers zunächst positiv auf. Abdullah Suleiman und die Alireza-Brüder kassierten mehrere Millionen US-Dollar als Vermittlungsgebühr getarnte Bestechungsgelder. Mohammed Alireza wurde trotz der Affäre 1957 Handelsminister, Ali Alireza später zum Botschafter in den USA (1975–1979) ernannt. Als die ARAMCO jedoch massiv auf ihrer Konzession bestand und schließlich ein internationales Schiedsgericht ihr Recht gab, entließ der König Abdullah Suleiman wegen massiver Korruptionsvorwürfe am 30. August 1954. Zu seinem Nachfolger als Finanzminister wurde der ehemalige Sklave Mohammed Suroor Sabban ernannt.

## Agrarentwicklung in Saudi-Arabien
Nach seiner Entlassung wurde Abdullah Suleiman zur treibenden Kraft der Agrarentwicklung in Saudi-Arabien. Bereits als Finanzminister für die Agrarentwicklung zuständig, rief er bereits 1945 die von den Texanern Sam Logan und Bill Inman geleitete Milchviehfarm in  Al-Kharj 50 km südöstlich von Riad ins Leben. Heute kommen über 80 % der Milchprodukte des Landes aus Al-Kharj.
Abdullah Sulaiman war auch ständig auf der Suche nach neuen, Ertrag bringenden Feldfrüchten und klimatisch geeignetem Nutzvieh. 1955 eröffnete er mit Hilfe deutscher Landwirtschaftsexperten Versuchsbetriebe in Dammam, im Wadi Fatima und bei Kilometer 10 an der Mekkastraße in Dschedda. Zu den deutschen Mitarbeitern gehörte der ehemalige Chefplaner der deutschen Ingenieursberatungsgesellschaft GOVENCO (Governmental Engineering Corporation)  Otto Hertling, der bereits vor 1953 in Dschedda/Saudi-Arabien arbeitete. Hertling war im Sommer 1954 mit 140 anderen Angestellten der GOVENCO sieben Wochen lang von König Saud ibn Abd al-Aziz gefangen gehalten und schließlich Ende 1954 durch Intervention des Sonderemissärs der westdeutschen Bundesregierung Staatssekretär Georg Ripken befreit worden. Die Mission führte anschließend zur Aufnahme diplomatischer Beziehungen zwischen den beiden Staaten. Anschließend übernahm ihn Abdullah Suleiman als Teamleiter der Versuchsfarm bei „Kilometer 6“ östlich von Dschedda (an der Straße nach Mekka). Zu dem Team gehört auch der deutsche Diplom-Landwirt Horst Dequin und der Regensburger Diplomlandwirt Wilhelm („Willi“) E. Heckenstaller. Der ehemalige Kandidat für das Amt des Bürgermeisters von Peißenberg arbeitet von 1956 bis 1959 genauso auf dem Mustergut, wie der ebenfalls von der GOVENCO gekommene Vermessungs- und Bautechniker Karl Heinz Lempcke aus Itzehoe und der Fachmann für Viehwirtschaft Paul Mertins aus Essen. Als das Projekt 1957 ins Stocken geriet, wurden Hertling und Lempcke von Abdullah Suleiman abgezogen und mit dem Aufbau einer Zementfabrik beauftragt.
Am Ende seines Lebens immer auf der Suche nach landwirtschaftlich geeigneten Innovationen, bereiste Abdullah Suleiman fortan auch immer wieder insbesondere Syrien und den Libanon.
Über den genauen Sterbeort und das Todesdatum von Abdullah Suleiman konnte bisher nichts in Erfahrung gebracht werden.
In der Hauptstadt Riad ist die Abdullah Bin Sulaiman al-Hamdan Road im Stadtviertel Sulaimaniyah nach ihm benannt.